# Jimmy Greene

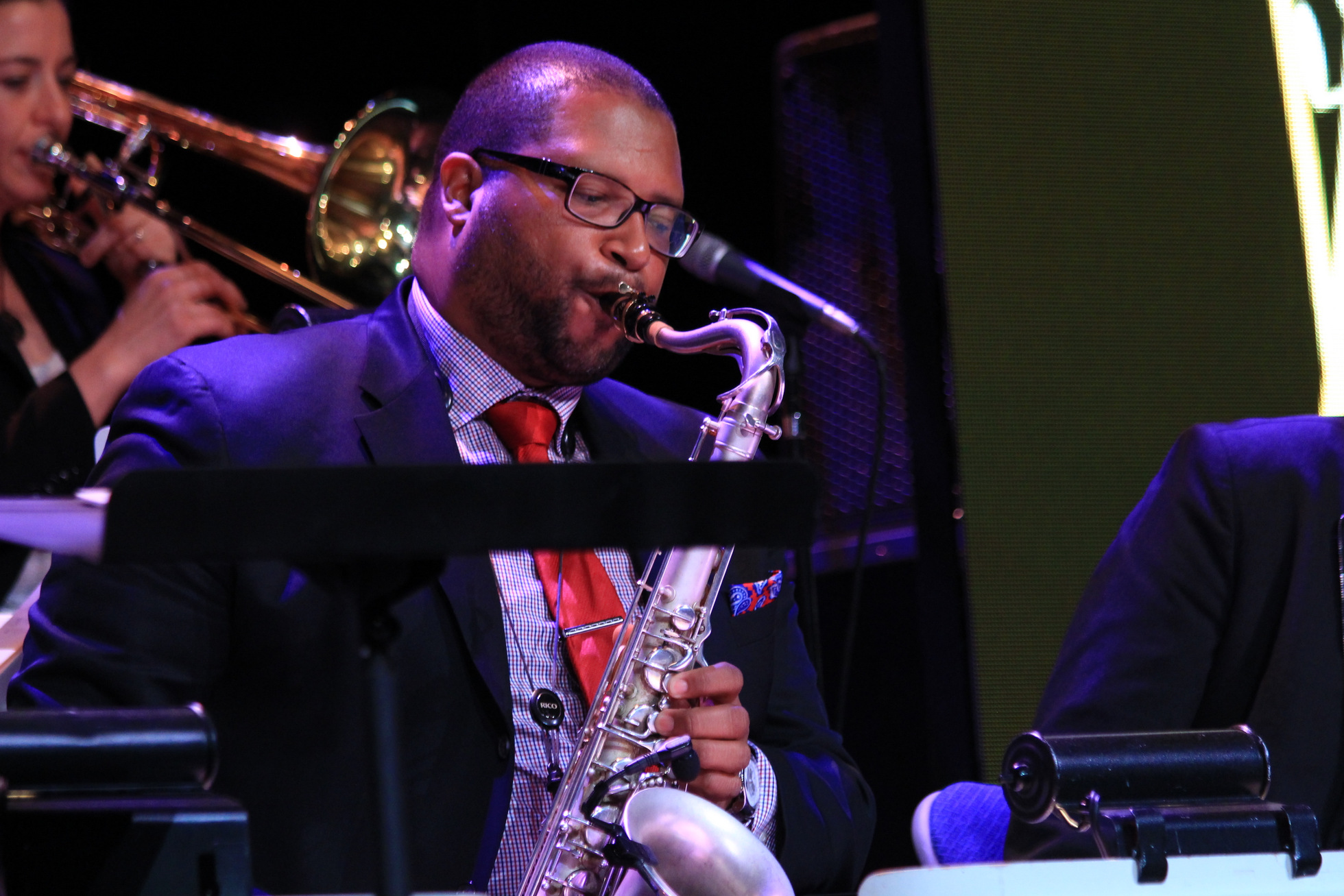
Jimmy Greene (2014)

James „Jimmy“ Greene (* 1975 in Bloomfield, Connecticut) ist ein US-amerikanischer Jazz-Saxophonist.

## Leben und Wirken
Greenes Vater James Greene Senior war Amateur-Saxophonist und -Songwriter; mit sechs Jahren begann Jimmy Altsaxophon zu spielen. Mit 15 Jahren begegnete er in Hartford Jackie McLean, der ihn während der Highschoolzeit unterrichtete. Mit Musikern aus McLeans Ensemble, Posaunist Steve Davis und Schlagzeuger Eric McPherson nahm er sein Debütalbum auf. Er studierte anschließend am Hartt College; 1996 war er Zweitplatzierter beim Thelonious-Monk-Wettbewerb. Nach seiner Graduierung 1996 zog er nach New York, um im Sextett von Avishai Cohen zu spielen; außerdem wirkte er bei Sessions von Jason Lindner und Omer Avital im Jazzclub Smalls mit. Es folgten eine Reihe von Alben für das Label Criss Cross Jazz, wie Introducing Jimmy Greene; außerdem wirkte er bei Aufnahmen von Claudia Acuña, Tom Harrell, Mario Pavone, Jeremy Pelt, Ralph Peterson, Jim Rotondi und des New Jazz Composers Octet um David Weiss mit. 1998 wirkte er bei Horace Silvers Album Jazz Has a Sense of Humor mit. In den 2000er Jahren unterrichtete er an der Musikschule der University of Manitoba. Zu hören ist er auch auf Christian Sands’ Album Christmas Stories (2023).

### Familie
Seine Frau Nelba ist eine Nichte des Politikers und derzeitigen Bürgermeisters von Maunabo Jorge Márquez. Greene’s sechsjährige Tochter Ana kam Ende 2012 bei dem Amoklauf an der Sandy Hook Elementary School ums Leben.

## Diskographische Hinweise
- Brand New World (RCA Victor, 2000), mit Aaron Goldberg
- Introducing Jimmy Greene (Criss Cross, 2000)
- Forever (Criss Cross, 2004)
- True Life Stories (Criss Cross, 2006)
- The Overcomer’s Suite (Criss Cross, 2009), mit Kendrick Scott, Xavier Davis
- Mission Statement (Criss Cross, 2009), mit Xavier Davis, Lage Lund, Reuben Rogers, Eric Harland
- Jam Session, Vol. 30 (SteepleChase, 2010), mit Andy LaVerne, Billy Drummond, Don Braden, Stephen Riley, Steve LaSpina, Wayne Escoffery
- Beautiful Life (Mack Avenue Records, 2014), mit Kenny Barron, Cyrus Chestnut, Javier Colon, Kurt Elling, Latanya Farrell, Christian McBride, Pat Metheny, Lewis Nash, Anika Noni Rose, Renee Rosnes
- Ron Carter with Renee Rosnes, Jimmy Greene, Payton Crossley: Foursight - Stockholm Vol. 1 (In + Out Records, 2019)
- While Looking Up (2020)
- As We Are Now (2025)